# میرزا عیسی وزیر
میرزا عیسی وزیر (درگذشته ۱۳۱۰ قمری) دولت‌مرد و نیکوکار دوره قاجار است.

## زندگی
او پسر میرزا موسی وزیر تفرشی بود. پس از فوت پدرش در سال ۱۲۸۲ قمری به جای او به عنوان نایب‌الحکومه تهران و وزیر و پیشکار کامران میرزا منصوب شد و از این تاریخ به وزیر معروف گردید. گسترش تهران در سال ۱۲۸۴ قمری زیر نظر میرزا عیسی و میرزا یوسف آشتیانی انجام شد. میرزا عیسی بار دیگر در سال ۱۲۹۸ قمری و پس از فوت محمدابراهیم خان وزیرنظام (دایی کامران میرزا) به وزارت تهران رسید و تا زمان فوت در سال ۱۳۱۰ قمری در این منصب برقرار بود.

## مرگ
در وبای سال ۱۳۱۰ قمری میرزا عیسی حاضر به ترک شهر نشد. او مقید بود که اجساد با آداب کامل اسلامی (غسل و کفن) دفن شوند و خود شخصاً بر امور نظارت می‌کرد. نهایتاً خود او نیز به این بیماری مبتلا شد و در روز چهارشنبه ۲۲ صفر ۱۳۱۰ قمری درگذشت. او با دختر میرزا حسن مستوفی‌الممالک آشتیانی ازدواج کرده بود و فرزندی نداشت.

## موقوفات
میرزا عیسی از اموال خود مسجدی برای شیخ هادی نجم‌آبادی ساخت که اکنون به نام مسجد و مدرسه میرزا عیسی‌خان وزیر معروف است و در خیابان وحدت اسلامی قرار داد. مقبره عیسی‌خان در حیاطی در انتهای ضلع غربی این مسجد واقع است. علاوه بر این او یک سوم میراث خود را به ساخت بیمارستان اختصاص داد. شیخ هادی به عنوان وصی میرزا عیسی نظارت بر ساخت و ساز این بیمارستان را به عهده گرفت تا سرانجام در قره ماه رمضان سال ۱۳۱۸ قمری افتتاح شد. این بیمارستان امروز به بیمارستان وزیری شهرت دارد. از دیگر موقوفات میرزا عیسی قنات سراب وزیر است که مظهر آن در گذر «لب تشنه» در خیابان فروزش تهران قرار گرفته است.